# Iwalewa
Iwalewa es una película nigeriana de 2006 producida por Khabirat Kafidipe y su hermana Aishat Kafidipe, dirigida por Tunde Olaoye. Está protagonizada por Remi Abiola y Femi Branch.

## Sinopsis
Iwalewa es una chica que perdió a sus padres a una edad temprana y ha tenido que vivir con la agonía de ser huérfana.

## Elenco
- Khabirat Kafidipe
- Femi Branch
- Remi Abiola

## Premios y nominaciones
Obtuvo tres nominaciones, pero solo ganó premios en las categorías Mejor Película Indígena y Mejor Banda Sonora Original en la tercera edición de los África Movie Academy Awards realizados el 10 de marzo de 2007 en el Gloryland Cultural Center en Yenagoa, Estado de Bayelsa, Nigeria. La actuación de Khbirat Kafidipe en la película le valió el premio en la categoría mejor actriz principal en los África Movie Academy Awards.